# Антегиббеум
Антегиббеум (лат. Antegibbaeum) — монотипный род суккулентных растений семейства Аизовые (Aizoaceae) произрастающий на территории Капской провинции ЮАР. Включает один вид — Antegibbaeum fissoides.

## Название
Родовое латинское (научное) название Antegibbaeum происходит от лат. ante — «до»; и названия рода Gibbaeum — Гиббеум, для которого этот род считался предшественником в эволюции. 
Он отличается от Gibbaeum наличием непрерывного кольца нектарных желез в цветках и двух прицветников под цветком, что считается предшественником в эволюции.

## Ботаническое описание
Antegibbaeum fissoides — медленнорастущий суккулент, формирующий серо-зеленые пучки пальцеобразных листьев. Его эффектные пурпурные цветки появляются зимой и раскрываются днем.
Габитус: это многолетнее листовое суккулентное растение, ветвящееся от основания и образующее куртины или коврики высотой до 8 см и шириной до 30 (и более) см.
Стебли: короткие, одеревеневшие, с распростертыми ветвями, междоузлия не видны, с остатками старых сухих листьев, каждая ветвь оканчивается 1-2 парами листьев (одна пара на рост в стадии покоя).
Листья: мясистые, в годовых приростах из 2-3 пар перекрестных, почти свободные в основании, прямостоячие или раскидистые, слегка сжатые, плоские или слегка выпуклые сверху и округлые снизу, слегка изогнутые, на верхушке иногда килеватые. Листья пары несколько неравные, более крупные чуть до 30 мм длины и 5-8 мм ширины, меньшие всего в четверть длины. Цвет листьев может быть темно-зеленым, серо-зеленым или красноватым, гладким или несколько шероховатым, с более или менее сплошным восковым налетом.
Цветки: маргариткоподобные, одиночные, верхушечные, на коротком стебле, окрашены от ярко-розового/фиолетового до темно-пурпурного, долгоцветущие. Лепестки их числа 20-50 и окрашены от бледно-красного до фиолетово-красного в 1-3 оборотах. Чашелистиков 6 килевидных с мужскими краями. Тычинок в числе 50-170, белые, в основании коротко сосочковые, а нектарники представлены кольцом. Рыльца 6-7 линейные. Примечания: Под цветком могут образовываться две пары листьев, верхняя из которых представляет прицветники, а нижняя – лиственные листья.
Плоды: короче листьев, 6 (-7) камерные, твердые и крепкие, верхушка приподнятая, куполообразная, не закругленная, кили заканчиваются широкими крыльями.
Семена: крупные, темно-коричневые, с мелкими шипами.
Число хромосом: 2n = 18.

## Таксономия
Antegibbaeum Schwantes ex C.Weber, первое упоминание в Baileya 16: 10 (1968).

### Виды
По данным сайта Plants of the World Online на 2023 год, род включает один подтвержденный вид:
- Antegibbaeum fissoides (Haw.) C.Weber

#### Синонимы (вида)
Гомотипные (основанные на одном и том же номенклатурном типе):
- Gibbaeum fissoides (Haw.) Nel (1953)
- Mesembryanthemum fissoides Haw. (1795)

Гетеротипные (основанные на разных номенклатурных типах):
- Gibbaeum nelii Schwantes ex H.Jacobsen (1933)
- Mesembryanthemum divergens Kensit (1909)
- Mesembryanthemum obtusum Haw. (1803)